# Gonzalo Menéndez
Gonzalo Menéndez (ou Gonçalo Mendes) (vers 925-997) était un Comte du Portugal dans le Royaume de León. Il porte régulièrement le titre comte, le plus élevé du royaume, dans les documents survivants. Il a peut-être utilisé le titre magnus dux portucalensium (grand duc des Portugais). Son nom dans les archives contemporaines est généralement orthographié Gundisaluus Menendiz.
Gonzalo était le fils du comte Hermenegildo González et de Mumadona Dias, et doit son nom à son grand-père, le comte Gonçalo Betotes. Son père était mort vers 950, lorsque sa veuve lui distribua certaines de ses terres. Dans le document pertinent, Gonzalo est mentionné pour la première fois (24 juillet 950).

## Vie

### Opposition àSancheIetRamireIII
En 966, Gonzalo assassina Sanche Ier de León. Il l'invita à un banquet et lui donna à manger de la nourriture empoisonnée, une pomme selon certaines sources. À la fin des années 960, les terres de Gonzalo furent dévastées par les Vikings . En 968, il se brouilla avec le roi Ramire III après que ce dernier refusa de les combattre. Dans la politique factionnelle et successorale de l'époque, on peut dire que Gonzalo a favorisé la lignée d'Ordoño III et de son fils Bermude II par rapport à Sanche I et son fils Ramire III.

### Querelles aristocratiques
Une dispute entre la mère de Gonzalo, abbesse de Guimarães dans son veuvage, et un parent du magnat galicien Rodrigo Velásquez, déclencha une rivalité entre les deux familles qui durera plusieurs années. La belle-soeur du frère de Rodrigo, Guntroda, abbesse de Pazóo, s'était appropriée le monastère de Santa Comba, qui appartenait à un moine nommé Odoino, qui fit appel à Mummadomna pour obtenir son soutien. Elle a envoyé ses fils Gonzalo et Ramiro pour forcer Guntroda à le restituer « volens nolens » (qu'il le veuille ou non). Le conflit a laissé place à une guerre ouverte entre les factions dirigées par Gonzalo et Rodrigo. En 968 ou peut-être 974, Gonzalo battit son rival lors de la Bataille d'Aguioncha.
Justo Pérez de Urbel a soutenu que l'absence de Rodrigo et Gonzalo du tribunal pendant la régence de la reine Elvira Ramírez était la preuve que pendant cette période, ils étaient de facto indépendants, mais ils étaient à León le 20 septembre 968 pour la confirmation d'un noble don à l'abbaye de Sobrado.

### Rébellion en faveur deBermudeII
En 981, après la défaite chrétienne lors de la Bataille de Rueda, il mena la rébellion contre Ramire III qui installa le cousin du roi Ordoño Bermúdez, peut-être le neveu de Gonzalo, sur le trône. Gonzalo fut bientôt rejoint par son fils Menendo González, ainsi que par Tedón Aldretiz, Tello Eloritiz, Gutier Díaz, Rodrigo Sarracínez, Gonzalo Álvarez et Gonzalo Díaz. Parmi les évêques qui soutenaient la révolte figuraient Viliulfo de Coimbra, Ikilano de Viseu et Jacques de Lamego. Le premier document qui titre Vermudo roi (Vermudus rex, prolix domni Ordoni) est une donation au monastère de Lorvão de la quatrième partie des villages de Palos et Lamas faite par Gonzalo le 22 décembre de la même année. Vermudo avait signé un document avec son cousin le 11 octobre et le succès de la rébellion devait intervenir après cette date. Gonzalo est parfois crédité d'avoir chassé Pelayo Rodríguez, le fils de son vieil ennemi Rodrigo Velázquez, du diocèse d'Iria Flavia à l'automne 982, pour le couronnement de Bermude.
En 985, Gonzalo — et de nombreux autres magnats portugais — avaient commencé à employer le titre de duc (« dux ») ; Gonzalo est généralement mentionné sur les documents avant chacun d'eux. En 994, il obtint la ville et le territoire de Braga. Il fut tué en 997 lors de la campagne d'Almanzor contre Saint-Jacques-de-Compostelle.

## Possibilité d'ambassade à Cordoue
Le 12 août (16 Shawwal) 971, selon le al-Muqtabis, le Calife de Cordoue, al-Hakam II, reçut six ambassades chrétiennes séparées dans son palais d'al-Zahra. De Sanche II de Pampelune, prince des Vascons, il reçut l'abbé Bassal (Basilio) et Velasco, juge de Nájera. D'Elvira Ramírez venaient son envoyé al-Layt et l'arif cordobain Abd al-Malik, qui avait été à sa cour. De Fernando Flaínez, comte de Salmántica, le calife a reçu les ambassadeurs Habib Tawila et Saada. De Garci-Fernández, Comte de Castille et Álava, est arrivé un García, est peut-être d'un certain Gatón. Puis vinrent Esimeno (Jimeno) et Elgas de Fernando Ansúrez, du comte de Monzón, de Peñafiel et de la Campos, et enfin les ambassadeurs d'un certain comte Gundisalb : Sulayman et Jalaf ibn Sad. Ce dernier aurait pu être Gonzalo Menéndez ou Gonzalo Muñoz, Comte de Coimbra.

## Mariage et descendance
Quelque temps avant 964, Gonzalo épousa Ilduara (Ildonza) Peláez, sa cousine germaine, fille du frère de son père, Paio Gonçalves, comte de Deza, par la femme de ce dernier, Hermesenda Gutiérrez, fille du Comte Gutier Menéndez et sœur de Saint Rudesind. Elle est mentionnée pour la première fois, mais pas comme son épouse, en 961. Elle était décédée en 983, car cette année-là, il semble marié à une Hermesinda (Ermesenda). Elle vivait encore en 1008. Les six enfants de Gonzalo étaient issus de sa première épouse. Ses fils aînés, Ramiro (986) et Rosendo (1014), ont joué peu de rôle dans la politique par rapport à son troisième fils, Menendo susmentionné. En plus de ceux-ci, il eut un fils cadet, Diego, et deux filles : Toda, qui épousa Rodrigo Ordóñez, et Mumadona (Muniadomna), décédée en 1013.